# Tożsamość (film 2003)
Tożsamość (tytuł oryginalny Identity) – amerykański dreszczowiec w reżyserii Jamesa Mangolda, twórcy filmów Spacer po linie, Przerwana lekcja muzyki oraz Kate i Leopold.

## Fabuła
Dziesięcioro obcych sobie osób – policjant eskortujący zabójcę, kierowca limuzyny, gwiazda filmowa, para nowożeńców, przechodząca kryzys rodzina i call-girl – w ulewną noc trafia do motelu na uboczu. Odludnym terenem zarządza nerwowy nocny stróż. Wkrótce zaczyna dochodzić do makabrycznych zbrodni, których ofiarami padają szukający schronienia, obcy sobie ludzie. By rozwikłać mroczny sekret, pechowi podróżnicy muszą odkryć, dlaczego znaleźli się w tym samym miejscu, w tym samym czasie.

## Obsada
- John Cusack – Ed
- Ray Liotta – Rhodes
- Amanda Peet – Paris
- John Hawkes – Larry
- Alfred Molina – dr Malick
- Clea DuVall – Ginny
- John C. McGinley – George York
- William Lee Scott – Lou
- Jake Busey – Robert Maine
- Pruitt Taylor Vince – Malcolm Rivers
- Rebecca De Mornay – Caroline Suzanne
- Leila Kenzle – Alice York
- Bret Loehr – Timmy York